# لوشینی
لوشینی (کرواتی: Lošinj) یک جزیره در شمال دریای آدریاتیک است.
این جزیره و جزیره کرس زمانی با هم یک جزیره به‌شمار می‌آمدند اما توسط یک کانال که بعدها ساخته‌شد این دو از هم جدا شدند و اکنون توسط یک پل در شهر اوسور به یکدیگر متصل‌اند.